# 亞洲經驗
《亞洲經驗》（英語：Asia Experience）是香港電台電視部拍攝製作的經濟性資訊節目，全節目共4集，由梁振英(前任香港特別行政區行政長官)及蔣麗芸(現任香港立法會議員)擔任主持，本節目內容介紹以探討亞洲各地之經濟發展的經驗。

## 每集內容
| 集數 | 播映日期      | 介紹地區 | 編導   |
| 01   | 1990年1月17日 | 臺灣     | 林達文 |
| 02   | 1990年1月24日 | 新加坡   | 杜偉姿 |
| 03   | 1990年1月31日 |          | 張惠儀 |
| 04   | 1990年2月7日  | 泰國     | 李景基 |

## 書籍出版
香港電台電視部授權南粵出版社於1990年9月推出發行了《香港經驗》書籍零售版本，此書籍可以把《香港經驗》節目內容改編而錄成書籍，重新編寫，另外此書籍附有《亞洲經驗》特輯，此特輯把《亞洲經驗》節目內容改編而錄成書籍。

## 外部連結
- 香港電台電視節目資料庫相關網站 - 亞洲經驗 （页面存档备份，存于）